# Marion Keller

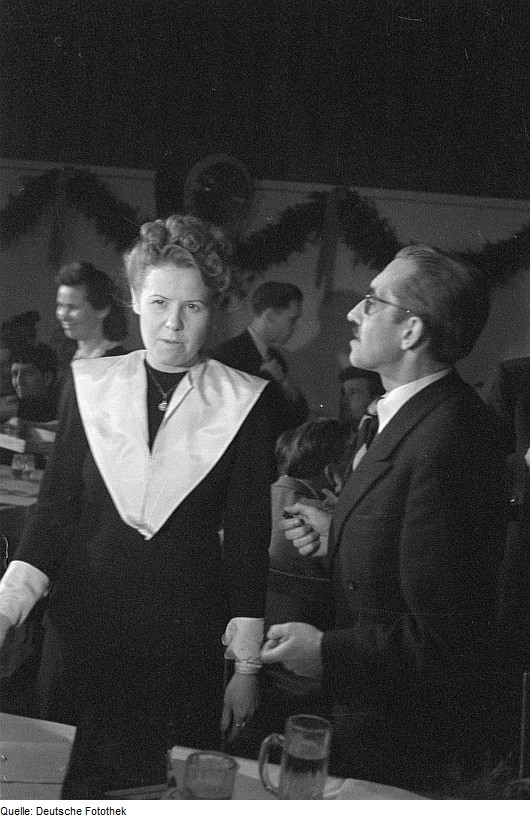
Marion Keller 1946 auf der Gründungsfeier der DEFA

Marion Keller (eigentlich Irmgard Miriam Keller; * 6. August 1910 in Bonn; † 28. Januar 1998 in Baden-Baden) war eine deutsche Physikerin und Journalistin. Sie war Mitbegründerin und von Herbst 1945 bis Herbst 1949 zunächst Redakteurin und dann Chefredakteurin der Wochenschau Der Augenzeuge, dessen Name auf sie zurückgeht. Unter ihrer Verantwortung entstanden insgesamt 189 Wochenschauen mit dem Volumen von acht Spielfilmen pro Jahr.

## Leben
Marion Keller wuchs in Berlin auf. Ihr Vater Siegmund Otto Keller war Professor für Rechtswissenschaft und Bibliotheksrat an der Universitätsbibliothek Berlin.
Von 1929 bis 1936 studierte sie in Paris und Berlin Philosophie sowie als eine von wenigen Frauen Physik und Chemie. 1936 promovierte sie an der Friedrich-Wilhelms-Universität in Berlin mit einer Dissertation über den „Beitrag zur Normung der Farbsensitometrie von photographischem Negativmaterial für bildmäßige Aufnahmen“.
Ab 1930 bis ca. 1939 schrieb sie diverse Kurzgeschichten und Erzählungen für Tageszeitungen und Journale sowie Exposés für Kulturfilme.
Aufbauend auf ihrem Studium arbeitete sie mehrere Jahre lang als Betriebsingenieurin, Laborantin und Prokuristin in der Filmkopieranstalt FEKA. Als ihr künftiger Ehemann Kurt Maetzig, der mütterlicherseits jüdischer Abstammung war, keine Arbeit im Filmbereich mehr ausüben durfte, verließ sie ebenfalls die FEKA und betrieb mit ihm ab 1942 das „Photochemische Laboratorium Dr. Keller/Dr. Maetzig im Auftrag der Forschungsgesellschaft für Funk- und Tonfilmtechnik e.V.“ mit Sitz in Werder (Havel). Die als kriegswichtig eingestufte Arbeit verhinderte die Einziehung Maetzigs zur Organisation Todt bzw. gewährte die Rückstellung von der Deportation, die seit der sog. Fabrik-Aktion 1943 auch die nach den Nürnberger Gesetzen als Halbjuden geführte Personengruppe betraf.
Schon 1939 wollten sie und Kurt Maetzig heiraten, wofür aufgrund der Abstammung von Kurt Maetzig keine Genehmigung erteilt wurde. Erst nach dem Ende des Nationalsozialismus konnten sie dieses nachholen.
In den Jahren bis Kriegsende halfen Marion Keller und Kurt Maetzig verfolgten Juden sowie Zwangsarbeitern und sowjetischen Kriegsgefangenen im Maße ihrer Möglichkeiten. Beide waren zusätzlich gefährdet, als Marion Keller im Februar 1945 ihr erstes Kind erwartete. Das hätte für alle wegen sogenannter „Rassenschande“ zur Deportation führen können. In dieser kritischen Situation half Robert Rompe, ein befreundeter Physiker, und bekannte sich gegenüber den Behörden zu seiner (angeblichen) Vaterschaft.
Marion Keller und Kurt Maetzig erlebten das Kriegsende in Werder als Befreiung und entschieden sich aufgrund ihrer „extremen und konsequenten Opposition zum Nationalsozialistischen Regime“ bewusst für die sowjetische Besatzungszone als neuen Wohnsitz.
Marion Keller arbeitete zunächst in diversen Ausschüssen. Kurt Maetzig wurde Mitglied des „Filmaktivs“, einer Gruppe von Personen, die die Wiederaufnahme der Arbeit an Filmen prüfen und organisieren wollte. So wurde er ab 1. Januar 1946 der erste Chefredakteur des Augenzeugen. Marion Keller, die von der ersten Stunde mit dabei war, wurde Redakteurin und Texterin des Augenzeugen, Mitglied des Wochenschauausschusses und (nach Gründung der DEFA) Leiterin der DEFA-Presseabteilung. Der Name „Der Augenzeuge“ wurde von ihr erdacht. Von Kurt Maetzig stammte das Motto, das jeder Ausgabe (ab Nummer 13/1946 bis 34/1949) vorangestellt war: „Sie sehen selbst, Sie hören selbst, urteilen Sie selbst“. Der Augenzeuge erschien ab 19. Februar 1946; von März–Juli 1946 zweiwöchentlich, ab August 1946 wöchentlich.
Da Kurt Maetzig aufgrund seiner Dreharbeiten beim Spielfilm und administrativer Verpflichtungen bei der DEFA ab Herbst 1946 nur noch bedingt dem Augenzeugen zur Verfügung stand, war Marion Keller ab dieser Zeit weitgehend federführend. In der Folge wurde sie Mitte 1947 als amtierende Chefredakteurin eingesetzt und am 1. Dezember 1947 offiziell als Chefredakteurin und Leiterin der Abt. Wochenschau berufen. Damit war sie diejenige, die für die Fassung, die in die Kinos gelangte, voll verantwortlich war. So entstanden von 1946 bis 1949 insgesamt 189 Wochenschauen mit dem zeitlichen Volumen von acht Spielfilmen pro Jahr.
Der Augenzeuge erreichte pro Woche etwa vier Millionen Zuschauer. Besonders berührte die Menschen ein Service, der den Augenzeugen aus dem sonstigen Kino-Angebot heraushob: der Kindersuchdienst, der von Nr. 12/46 bis 137/48 jede Wochenschau eröffnete und in dessen Ergebnis 400 Kinder ihre Eltern wiederfanden.
Spannungen entstanden verstärkt ab Mitte 1948 über die Gewichtung von politischer Information, Kritik an Zuständen und den unterhaltsamen Sujets, da der Augenzeuge neben der Zensur durch die Sowjetische Militäradministration ab Ende 1947 der politischen Aufsicht durch die SED-Führung unterworfen war.
Um die politische Ausrichtung des Augenzeugen im Sinne der SED zu sichern, wurde von November 1948 bis Mai 1949 Gerhard Dengler als politischer Chefredakteur eingesetzt und ab 1. Oktober 1949 Günter Klein auf Beschluss des Kleinen Sekretariats des Politbüros der SED zum Chefredakteur berufen.
Demzufolge schied Marion Keller aus dieser Funktion aus und ihr wurde zum 31. März 1950 von der DEFA gekündigt. Der letzte Augenzeuge unter ihrem Namen kam Ende November 1949 in die Kinos. Sie fand über vier Jahre keine ihrer Qualifikation entsprechende Anstellung mehr in der DDR und arbeitete freiberuflich journalistisch. Auch die Entwicklung der politischen Verhältnisse in der DDR entsprach nicht mehr ihrer Anschauung, die sie selbst als freiheitlich-demokratisch kennzeichnete. Letzter Auslöser ihres Entschlusses, die DDR zu verlassen, war der Aufstand vom 17. Juni 1953. So flüchtete sie 1955 in die Bundesrepublik Deutschland. Dort arbeitete sie gemeinsam mit Horst-Heinz Neuendorff in Baden-Baden journalistisch und übernahm für eine Reihe von Firmen das Marketing. Ihre Tätigkeit deckte dabei von komplexer PR-Betreuung bis zu wissenschaftlich-technischer Literatur, insbesondere zur Flug- und Flugfunktechnik, diverse Bereiche ab.
Marion Keller hatte mit Kurt Maetzig zwei Kinder. Sie war zweimal verheiratet.
Teile ihres Nachlasses befinden sich im Filmmuseum Potsdam.

## Filmografie
- 1946–1949: Wochenschau Der Augenzeuge (189 Folgen)
- 1946: Berlin im Aufbau (Dokumentarfilm, Drehbuch: Marion Keller)
- 1946: Musikalischer Besuch (Dokumentarfilm, Redaktion: Marion Keller)
- 1948: Botschafter des Friedens (Dokumentarfilm, Redaktion: Marion Keller)
- 1948: Chemie und Liebe (Spielfilm, Drehbuch: Marion Keller, Frank Clifford)
- 1950: Unsere Frauen im neuen Leben (Dokumentarfilm, Drehbuch: Marion Keller)
- 1951: Kindergärten (Dokumentarfilm, Drehbuch und Regie: Marion Keller)

## Dokumentarfilme
- Günter Jordan (Regie): Wurzeln. Dokumentarfilm über die Anfänge der DEFA, DEFA-Studio für Dokumentarfilme 1987
- Wilhelm van Kampen (Interview), Stephan Dolezel (Redaktion): Biographisches Filminterview mit der ersten Chefredakteurin der DDR-Wochenschau DER AUGENZEUGE, Marion Keller. Institut für den wissenschaftlichen Film, Göttingen 1995.